# Luigi Morgano
Luigi Morgano (Brescia, 15 marzo 1951) è un politico italiano.

## Biografia
Laureato con lode in pedagogia all'Università Cattolica del Sacro Cuore la sua attività politica inizia nel 1980 quando diventa consigliere comunale di Brescia, comune nel quale ricopre dal 1983 al 1991 la carica di assessore.
Dal 2003 al 2007, è vicesindaco di Brescia oltre che assessore alle risorse economico-finanziarie, programmazione strategica e gruppo pubblico locale, ed alla Civica Avvocatura.
Nel 2014 si candida alle elezioni europee con il Partito Democratico nella circoscrizione Italia nord-occidentale ottenendo 41.428 preferenze e risultando eletto.
All'Europarlamento è membro della Commissione per la cultura e l'istruzione e della Delegazione per le relazioni con l'Australia e la Nuova Zelanda. Inoltre è membro sostituto della Commissione per le libertà civili, la giustizia e gli affari interni e della Delegazione per le relazioni con il Sudafrica.